# Fusell fotogràfic

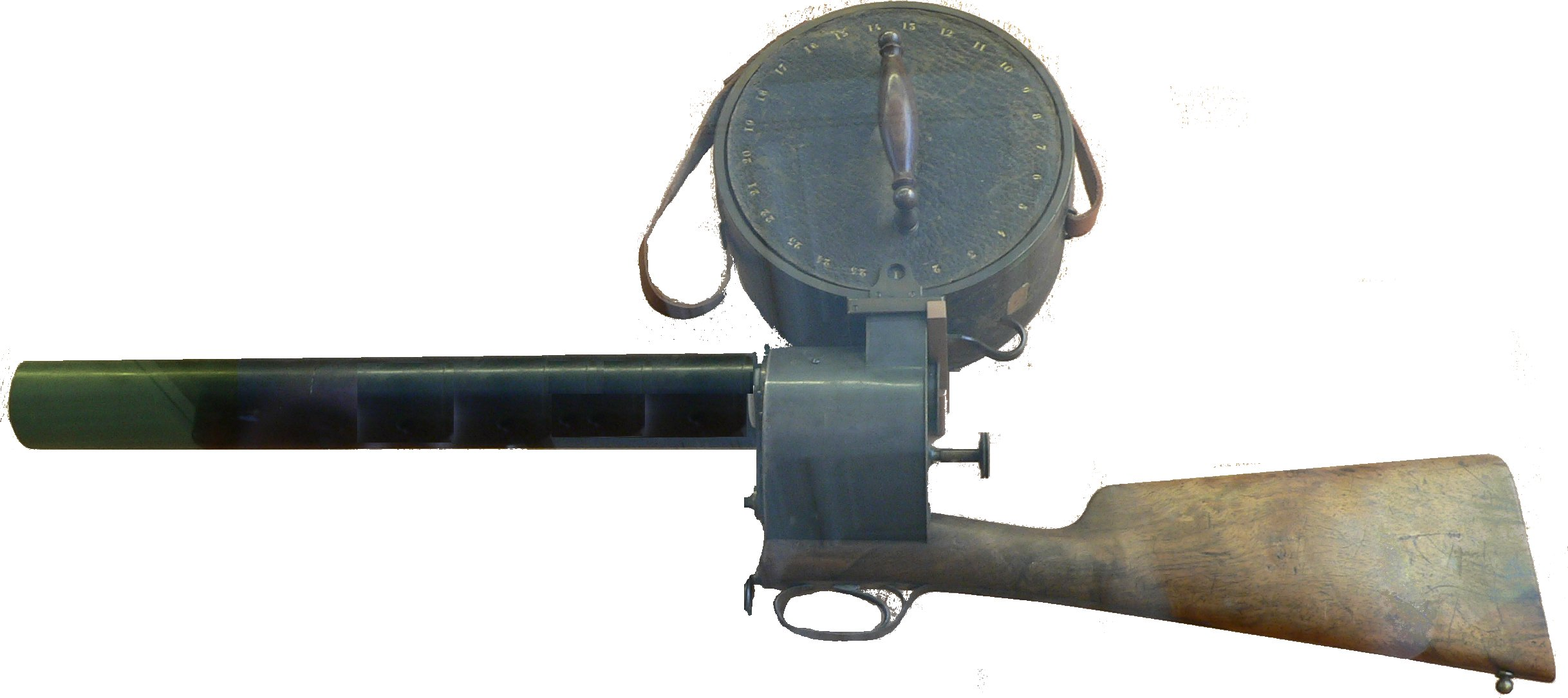
El fusell fotogràfic inventat per Marey

El fusell fotogràfic o cronofotògraf és un dels avantpassats de la càmera fotogràfica. Va ser inventat el 1882 per Étienne-Jules Marey, un científic i cronofotògraf francès. Podia arribar a disparar 12 imatges per segon. Va ser el primer invent en captar imatges en moviment en una mateixa placa cronomatogràfica, utilitzant un obturador mecànic.

## Història

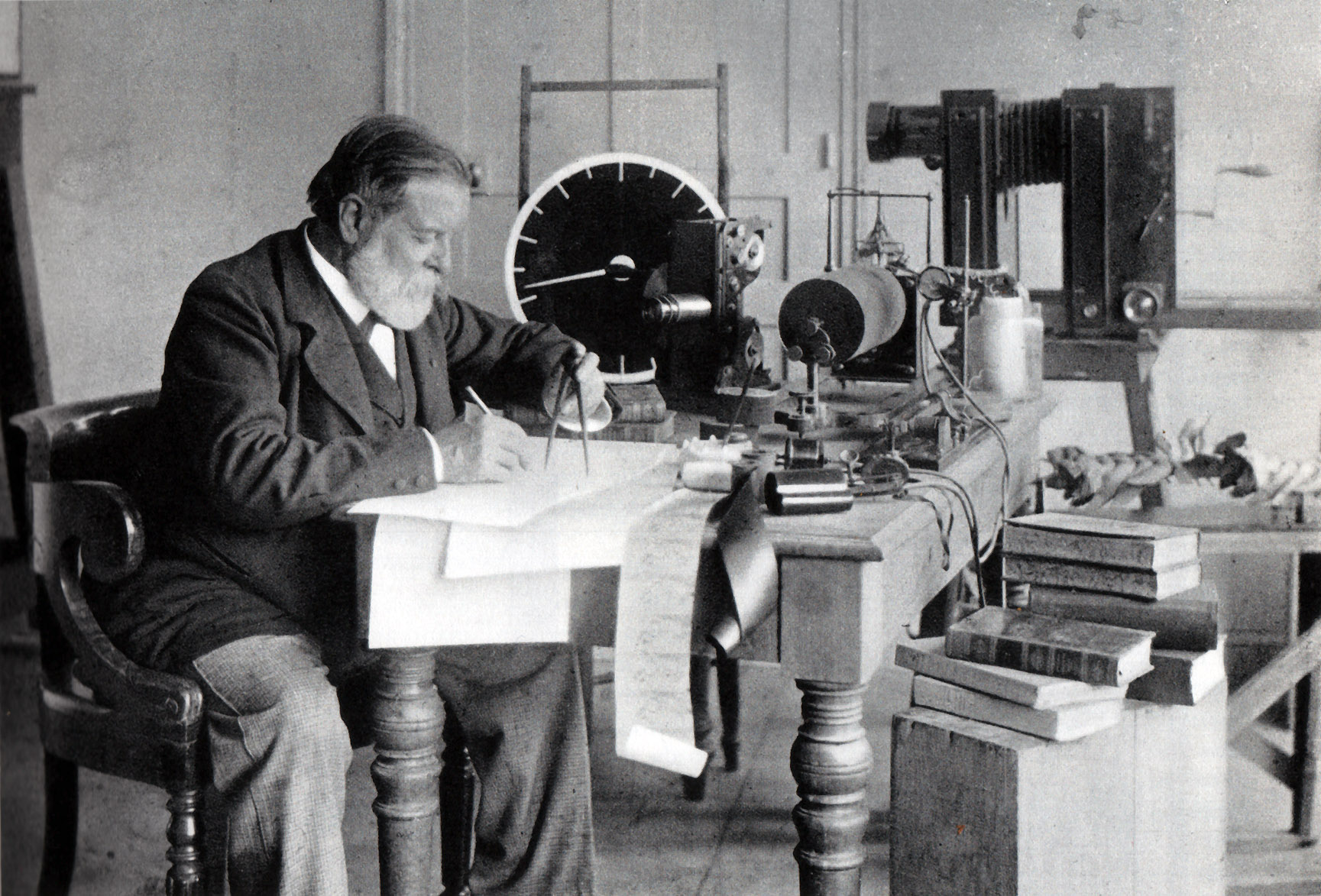
Étienne-Jules Marey, inventor del fusell fotogràfic.

Étienne-Jules Marey el va inventar el 1882, basant-se en el Revòlver Fotogràfic que havia inventat el 1874 l'astrònom francès Jules Janssen. Aquest últim el va inventar perquè volia estudiar les diferents fases del sol i els moviments de Venus. Marey, en canvi, el volia per estudiar com els animals, els insectes i els ocells es movien. Va intentar utilitzar el fusell per estudiar éssers més grans com cavalls o persones, però les imatges se sobreposaven a la pel·lícula: la lentitud dels animals més grans no donava temps a que, entre fotografia i fotografia, el subjecte s'hagués separat suficient de la seva posició anterior i apareixien massa juntes i sobreposades.
Aquest invent va inspirar als germans Lumière a crear el cinematògraf.

## Funcionament
El funcionament d'un fusell fotogràfic és molt similar al d'un fusell normal, amb empunyadura, canó i tambor giratori, excepte que aquest no porta bales, sinó plaques fotogràfiques amb les quals captava la llum a alta velocitat. Funcionava d'aquesta manera: es feia retrocedir el martell fins al final, moviment que permetia moure el tambor, on hi havia les plaques fotogràfiques. Al tambor també hi havia un obturador, que impedia que la llum entrés quan no s'estava fent la foto, i en el canó de l'arma hi havia la lent. Si es volia canviar l'enfocament, s'havia de canviar la llargada del canó de l'arma.

## Ús

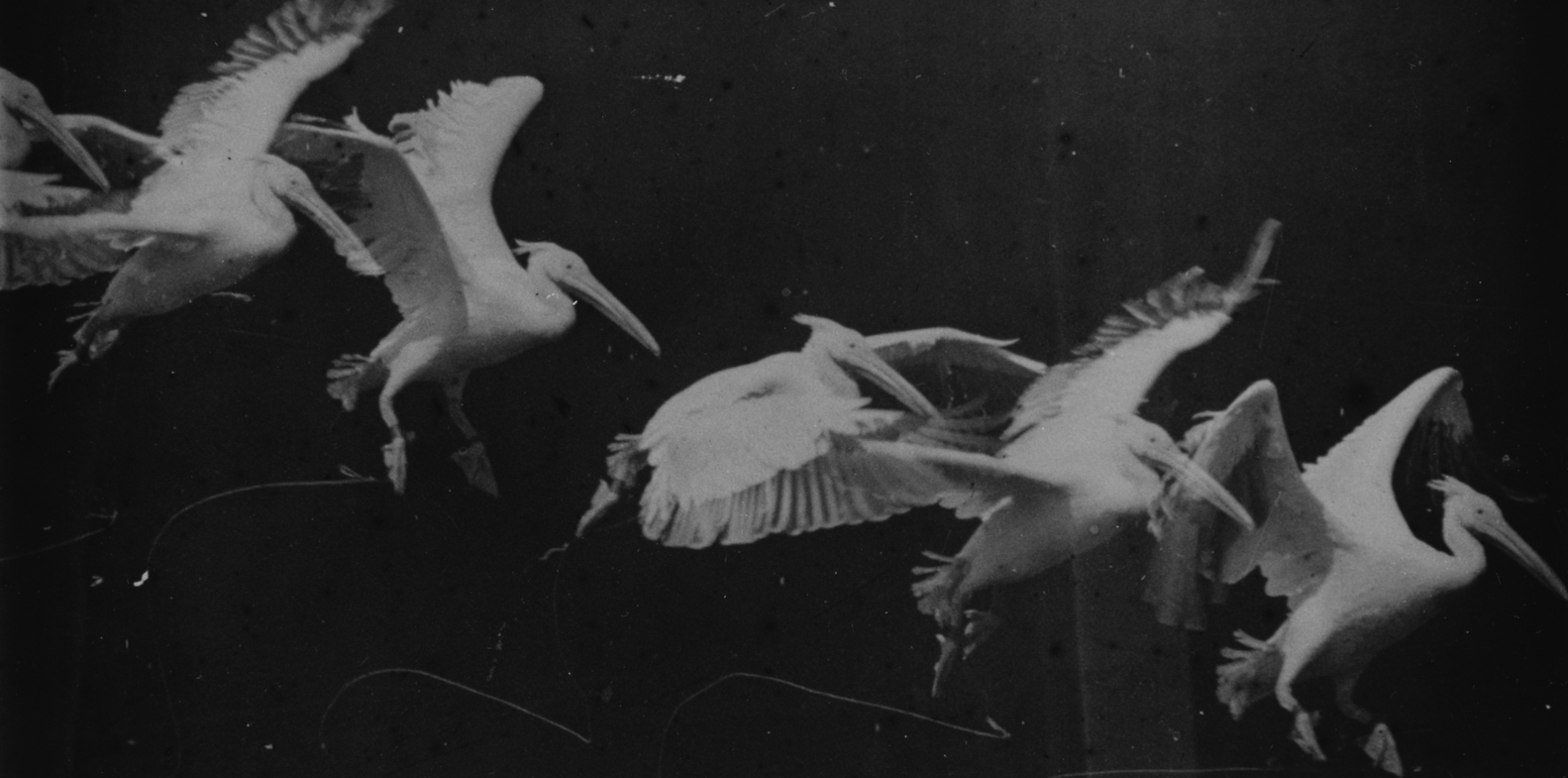
Imatges creades per Marey amb el Fusell Fotogràfic

Marey era metge i estava interessat en el moviment dels cossos, fet que encara no estava ben estudiat a l'època. Amb el fusell fotogràfic, apuntava a l'acció que li interessava investigar i disparava un cop, que aconseguia 12 imatges per segon. La màquina, gràcies al moviment circular del tambor, animat per mecanismes de rellotgeria, podia arribar a assolir una velocitat d'obturació de 1/700 segons. Aquesta velocitat era causada pel descobriment de noves substàncies químiques, que cada cop eren més sensibles a la llum. Després, quan es revelaven les imatges, s'imprimien en un vidre preparat amb una dissolució gelatinosa de bromur d'argent i quedaven totes juntes en la mateixa fotografia. D'aquesta manera, li quedava una seqüència d'imatges en que quedava retratat el moviment que li interessava estudiar, mostrant detalls mai vistos en el moviment de persones i animals. D'aquest mètode de fer fotografies, en va anomenar Cronofotografia.
Un dels principals problemes d'aquest invent és que no es podien fer les diferents fotografies des del mateix punt de vista, ja que l'usuari estava quiet respecte el que volia fotografiar, que es movia molt ràpidament. Per solucionar el problema es va inventar el cronògraf, que tenia les mateixes característiques que el fusell però portava rails que li permetien fer un desplaçament lateral. D'aquesta manera s'aconseguia un punt de vista igual a totes les fotografies.
Entre les diferents coses que va estudiar hi ha: el vol dels ocells, el salt d'un home, com els gats cauen de quatre potes, etc.
Aquest mètode de fotografia ja havia estat utilitzat abans d'una manera semblant per Eadweard Muybridge el 1877. Utilitzant no una sola càmera per fer les 12 fotos, sinó 12 aparells diferents, va aconseguir retratar el galop d'un cavall, i demostrant que, quan aquest galopa, hi ha un moment en què cap de les potes li toca a terra.

## Caiguda en desús
Amb el temps i millores en les seves investigacions i invents, Marey va acabar canviant el rifle fotogràfic per una càmera de cronofotografia. Aquesta tenia una placa fixa i un obturador amb el que es podia controlar el temps. Va substituir la placa de vidre per una cinta de paper fotosensible que es movia sol per dins de la càmera gràcies a un electroimant. Finalment, va acabar substituint el paper pel negatiu, així podia obtenir infinites còpies de la seva feina.
Marey va tenir molts ajudants, que el van ajudar a desenvolupar la tècnica de la cronofotografia, entre ells Georges Demeny.

## Aplicacions i influències posteriors
El fusell fotogràfic va ser un invent que va contribuir totalment en els estudis de la síntesi del moviment però que també va ser un graó en el desenvolupament i creació d'altres invents, moviments i màquines. Per començar, la influència més gran que va exercir el fusell fotogràfic va ser en la creació del cinematògraf dels germans Lumière ja que va aconseguir sintetitzar el moviment en 12 exposicions per segon, per tant, va crear un important antecedent al sistema de captació de la llum i el moviment que tindria el cinematògraf.
El fusell fotogràfic també es considera antecedent d'una metralladora usada durant la primera guerra mundial anomenada "Mark III Hythe machine gun camera". Aquesta arma va ser usada per les forces aèries britàniques per a entrenar als seus tiradors en el combat aèri. Una de les raons del seu ús era que la pel·lícula de 120mm era molt més barata que la munició que es necessitava; però la principal raó és que les fotografies resultants podien permetre veure als avaluadors com d'acurat era el pilot durant el combat de simulació. Així que, el sistema de captació fotogràfica del fusell va esdevenir precursor d'una eina d'entrenament militar.

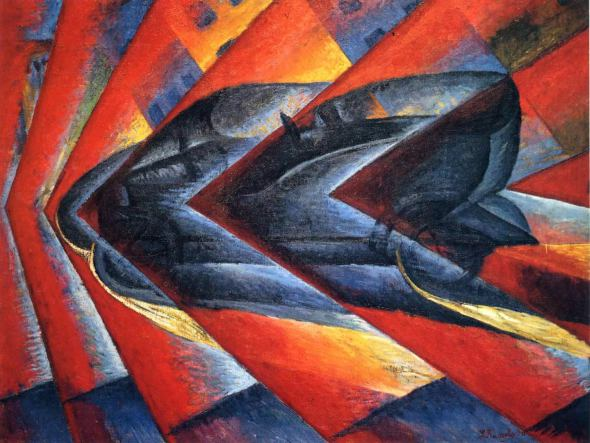
"Dynamism of a car" de Luigi Russo (1913).

En l'àmbit artístic, els treballs resultants del fusell fotogràfic es consideren influents en el moviment d'avantguarda anomenat futurisme, doncs aquest corrent es basava en la cerca de la captació del moviment. El futurisme, emparat en l'experimentació formal de les avantguardes de principis del segle xx, tenia com a ideals el rebuig a l'estètica tradicional i l'interés per la vida contemporània, la innovació i les darreres tecnologies. Els temes dominants eren la màquina i el moviment. Per a representar aquest moviment repetien la mateixa imatge com si fos una seqüència fílmica, fet que van anomenar simultaneïsme; això recorda a les seqüències d'imatges d'un mateix animal o persona que va fer Marey en els seus estudis. En les paraules de Jonathan Miller: Étienne Jules Marey era un metge qualificat i no hi hauria hagut cap moviment futurista italià sense la seva extraordinària influència.
També en l'àmbit artístic, els treballs resultants del fusell fotogràfic, com també dels treballs de Muybridge, han influenciat notablement el treball fotogràfic de Xavi Bou. Bou és un fotògraf català que va crear un projecte fotogràfic anomenat "Ornitographies" que consisteix en una sèrie de fotos del vol dels ocells basades en la tècnica de la cronofotografia. El seu treball consisteix en fotografiar el vol de les aus a 60 fotos per segon i després superposar-les creant una composició que mostra el moviment total del recorregut que han fet en el vol. Així doncs, pren influència dels treballs de Marey en que fotografiava a 12 fotos per segon el vol dels ocells i després els superposava per a poder-ne estudiar el seu moviment. En aquest cas, la intenció de Xavi Bou és més artística que científica, doncs intenta mostrar les formes que s'amaguen en el vol dels ocells i tot el que se'n pot abocar d'elles; tal com diu ell: " 'Ornitographies' és un equilibri entre l'art i la ciència, un projecte de divulgació naturalista i, al mateix temps, un exercici de poesia visual". Basat en els treballs cronofotogràfics, durant els tres primers anys del projecte va fer una recerca per a descobrir com podria narrar el que volia, i durant els tres anys següent, gràcies a l'aparició de càmeres de cinema d'alta resolució, que graven a 60 fotos per segon i tenen una qualitat de prop de 4000 píxels d'horitzontal, la creació d'aquestes imatges va ser possible.